# Spodoptera canior
Spodoptera canior là một loài bướm đêm trong họ Noctuidae.